# الرابطة التونسية المحترفة لكرة القدم للسيدات 2014–15
الرابطة التونسية المحترفة لكرة القدم للسيدات 2014–15 هو الموسم 10 من بطولة الرابطة التونسية المحترفة لكرة القدم للسيدات. يلعب فيه أفضل 10 ناديا تونسيا في مجموعة واحدة. نادي الجمعية الرياضية النسائية بالساحل هو حامل اللقب وخصومه الرئيسيين للفوز النهائي هم الجمعية الرياضية لبنك الإسكان و نادي الخطوط التونسية.
فاز بهذا الموسم نادي نادي الخطوط التونسية لأول مرة في تاريخه.

## الأندية المشاركة
- نادي الخطوط التونسية
- الجمعية الرياضية النسائية بالساحل
- الجمعية الرياضية لبنك الإسكان
- الجمعية الرياضية النسائية بقفصة
- الاتحاد الرياضي التونسي
- المجد الرياضي بسيدي بوزيد
- الجمعية الرياضية النسائية بمدنين
- الملعب النسائي القيرواني
- الجوهرة الرياضية النسائية بصفاقس
- الجمعية الرياضية للبريد والبرق والهاتف ببنزرت

## روابط خارجية
- الموقع الرسمي للجامعة التونسية لكرة القدم.
- الرابطة التونسية المحترفة لكرة القدم للسيدات على موقع مؤسسة إحصاءات وثيقة لرياضة كرة القدم